# Épisodes de 112 Unité d'urgence
Cet article présente le guide des épisodes de la série télévisée allemande 112 Unité d'urgence (112 – Sie retten dein Leben).

## Distribution

### Acteurs principaux
- Barbara Theween : Hanna Gahrmann
- Björn Kirschniok (de) : Heiko Ehrich
- Mats Reinhardt (de) : Peter Wells
- Simona Brokmann (de) : Rita Brandt
- Philip Köstring (de) : Dimitri Papapostoulou
- Mariam Kurth (de) : Nicole Held
- Joachim Raaf (de) : Martin Carstens
- Martina Maria Reichert : Doreen Melzer
- Matthias Rödder (de) : Kadir Karabulut
- Dominic Saleh-Zaki (de) : Florian Carstens
- Sandra Maria Schlegel (de) : Dr Kristin Driesen
- Gernot Schmidt (de) : Ingo Bender
- Joséphine Thiel : Stefanie « Steffi » Felten
- Wiebke Zielke (de) : Jennifer « Jenny » Sauer
- Max Alberti (de) : Dr Tom Wagner
- Christopher Kohn (de) : Kevin Vogel
- Tanja Lanäus (de) : Dr Judith Voss

### Acteurs récurrents
- Petra Gumpold (de) : Hanna Gahrmann
- Luisa Wietzorek (de) : Anna Rösler
- Frank Behnke (de) : Nils Sellmann
- Vanida Karun (de) : Franka Tiefenthal
- Ellen Grell : Antonia « Toni » Baumann
- Dennis Scholz : Mirko Wittern

## Épisodes

### Épisode 1:Le Fils du chef
- Allemagne : 25 août 2008 sur RTL
- France : 18 avril 2011 sur RTL9

### Épisode 2:L'Incendie
- Allemagne : 26 août 2008 sur RTL
- France : 18 avril 2011 sur RTL9

### Épisode 3:Violences conjugales
- Allemagne : 27 août 2008 sur RTL
- France : 19 avril 2011 sur RTL9

### Épisode 4:Panne d'ascenseur
- Allemagne : 28 août 2008 sur RTL
- France : 19 avril 2011 sur RTL9

### Épisode 5:Un cœur à sauver
- Allemagne : 29 août 2008 sur RTL
- France : 20 avril 2011 sur RTL9

### Épisode 6:Panique dans les escaliers
- Allemagne : 1er septembre 2008 sur RTL
- France : 21 avril 2011 sur RTL9

### Épisode 7:Le Pressentiment
- Allemagne : 2 septembre 2008 sur RTL
- France : 21 avril 2011 sur RTL9

### Épisode 8:Une sage-femme improbable
- Allemagne : 3 septembre 2008 sur RTL
- France : 22 avril 2011 sur RTL9

### Épisode 9:Le Saut de l'ange
- Allemagne : 4 septembre 2008 sur RTL
- France : 22 avril 2011 sur RTL9

### Épisode 10:La Fugue
- Allemagne : 5 septembre 2008 sur RTL
- France : 25 avril 2011 sur RTL9

### Épisode 11:Le Grand Bassin
- Allemagne : 8 septembre 2008 sur RTL
- France : 25 avril 2011 sur RTL9

### Épisode 12:La Dispute
- Allemagne : 9 septembre 2008 sur RTL
- France : 26 avril 2011 sur RTL9

### Épisode 13:Jeux dangereux
- Allemagne : 10 septembre 2008 sur RTL
- France : 26 avril 2011 sur RTL9

### Épisode 14:Preuve d'amour
- Allemagne : 11 septembre 2008 sur RTL
- France : 27 avril 2011 sur RTL9

### Épisode 15:La Rumeur
- Allemagne : 12 septembre 2008 sur RTL
- France : 28 avril 2011 sur RTL9

### Épisode 16:Le Blâme
- Allemagne : 15 septembre 2008 sur RTL
- France : 28 avril 2011 sur RTL9

### Épisode 17:Vertige de l'amour
- Allemagne : 16 septembre 2008 sur RTL
- France : 28 avril 2011 sur RTL9

### Épisode 18:Erreur de jugement
- Allemagne : 17 septembre 2008 sur RTL
- France : 29 avril 2011 sur RTL9

### Épisode 19:Mensonge
- Allemagne : 18 septembre 2008 sur RTL
- France : 29 avril 2011 sur RTL9

### Épisode 20:La Décision
- Allemagne : 19 septembre 2008 sur RTL
- France : 29 avril 2011 sur RTL9

### Épisode 21:L'amour donne des ailes
- Allemagne : 21 septembre 2008 sur RTL
- France : 15 juillet 2013 sur RTL9

### Épisode 22:Adultère à risque
- Allemagne : 21 septembre 2008 sur RTL
- France : 15 juillet 2013 sur RTL9

### Épisode 23:La Morsure de serpent
- Allemagne : 22 septembre 2008 sur RTL
- France : 16 juillet 2013 sur RTL9

### Épisode 24:La Fête du service
- Allemagne : 23 septembre 2008 sur RTL
- France : 16 juillet 2013 sur RTL9

### Épisode 25:Livraison express
- Allemagne : 24 septembre 2008 sur RTL
- France : 17 juillet 2013 sur RTL9

### Épisode 26:Le Discrédit
- Allemagne : 29 septembre 2008 sur RTL
- France : 17 juillet 2013 sur RTL9

### Épisode 27:Antigel
- Allemagne : 30 septembre 2008 sur RTL
- France : 18 juillet 2013 sur RTL9

### Épisode 28:LaDream Teamen danger
- Allemagne : 1er octobre 2008 sur RTL
- France : 18 juillet 2013 sur RTL9

### Épisode 29:L'Enquête
- Allemagne : 2 octobre 2008 sur RTL
- France : 19 juillet 2013 sur RTL9

### Épisode 30:Troubles de voisinage
- Allemagne : 6 octobre 2008 sur RTL
- France : 19 juillet 2013 sur RTL9

### Épisode 31:Effets secondaires
- Allemagne : 7 octobre 2008 sur RTL
- France : 22 juillet 2013 sur RTL9

### Épisode 32:La Rédemption de Driesen
- Allemagne : 8 octobre 2008 sur RTL
- France : 22 juillet 2013 sur RTL9

### Épisode 33:Amour et antivol
- Allemagne : 9 octobre 2008 sur RTL
- France : 23 juillet 2013 sur RTL9

### Épisode 34:La Nouvelle
- Allemagne : 10 octobre 2008 sur RTL
- France : 23 juillet 2013 sur RTL9

### Épisode 35:Tous pour Rita
- Allemagne : 13 octobre 2008 sur RTL
- France : 24 juillet 2013 sur RTL9

### Épisode 36:Le Retour de Rita
- Allemagne : 14 octobre 2008 sur RTL
- France : 24 juillet 2013 sur RTL9

### Épisode 37:La Soirée ratée
- Allemagne : 15 octobre 2008 sur RTL
- France : 25 juillet 2013 sur RTL9

### Épisode 38:Manger ou sourire
- Allemagne : 16 octobre 2008 sur RTL
- France : 25 juillet 2013 sur RTL9

### Épisode 39:N'oubliez pas les bougies
- Allemagne : 17 octobre 2008 sur RTL
- France : 26 juillet 2013 sur RTL9

### Épisode 40:L'Aveu
- Allemagne : 17 octobre 2008 sur RTL
- France : 26 juillet 2013 sur RTL9

### Épisode 41:Père ou fils
- Allemagne : 21 octobre 2008 sur RTL
- France : 29 juillet 2013 sur RTL9

### Épisode 42:Un rendez-vous chaud
- Allemagne : 22 octobre 2008 sur RTL
- France : 29 juillet 2013 sur RTL9

### Épisode 43:Collisions en chaîne
- Allemagne : 23 octobre 2008 sur RTL
- France : 30 juillet 2013 sur RTL9

### Épisode 44:Heiko, superstar
- Allemagne : 24 octobre 2008 sur RTL
- France : 30 juillet 2013 sur RTL9

### Épisode 45:La Flamme intérieure
- Allemagne : 27 octobre 2008 sur RTL
- France : 31 juillet 2013 sur RTL9

### Épisode 46:Le Voyage de rêve
- Allemagne : 28 octobre 2008 sur RTL
- France : 31 juillet 2013 sur RTL9

### Épisode 47:Boire ou conduire
- Allemagne : 29 octobre 2008 sur RTL
- France : 1er août 2013 sur RTL9

### Épisode 48:Le Psychopathe
- Allemagne : 30 octobre 2008 sur RTL
- France : 1er août 2013 sur RTL9

### Épisode 49:Les Tricheuses
- Allemagne : 31 octobre 2008 sur RTL
- France : 2 août 2013 sur RTL9

### Épisode 50:Ami ami
- Allemagne : 3 novembre 2008 sur RTL
- France : 2 août 2013 sur RTL9

### Épisode 51:La Révélation
- Allemagne : 4 novembre 2008 sur RTL
- France : 5 août 2013 sur RTL9

### Épisode 52:État de choc
- Allemagne : 5 novembre 2008 sur RTL
- France : 5 août 2013 sur RTL9

### Épisode 53:Douloureuse Cohabitation
- Allemagne : 6 novembre 2008 sur RTL
- France : 6 août 2013 sur RTL9

### Épisode 54:Le Choix de Steffi
- Allemagne : 7 novembre 2008 sur RTL
- France : 6 août 2013 sur RTL9

### Épisode 55:La Révélation
- Allemagne : 10 novembre 2008 sur RTL
- France : 7 août 2013 sur RTL9

### Épisode 56:Règlements de compte
- Allemagne : 11 novembre 2008 sur RTL
- France : 7 août 2013 sur RTL9

### Épisode 57:Quiproquo
- Allemagne : 12 novembre 2008 sur RTL
- France : 8 août 2013 sur RTL9

### Épisode 58:Jalousie compulsive
- Allemagne : 13 novembre 2008 sur RTL
- France : 8 août 2013 sur RTL9

### Épisode 59:La Crise de jalousie de trop
- Allemagne : 14 novembre 2008 sur RTL
- France : 9 août 2013 sur RTL9

### Épisode 60:Vie privée et Vie professionnelle
- Allemagne : 17 novembre 2008 sur RTL
- France : 9 août 2013 sur RTL9

### Épisode 61:Un mariage pas comme les autres
- Allemagne : 18 novembre 2008 sur RTL
- France : 12 août 2013 sur RTL9

### Épisode 62:Kevin, le sauveur
- Allemagne : 19 novembre 2008 sur RTL
- France : 12 août 2013 sur RTL9

### Épisode 63:L'Emprise du père
- Allemagne : 20 novembre 2008 sur RTL
- France : 13 août 2013 sur RTL9

### Épisode 64:Le Crédit
- Allemagne : 21 novembre 2008 sur RTL
- France : 13 août 2013 sur RTL9

### Épisode 65:Trahison
- Allemagne : 24 novembre 2008 sur RTL
- France : 14 août 2013 sur RTL9

### Épisode 66:Ma meilleure ennemie
- Allemagne : 25 novembre 2008 sur RTL
- France : 14 août 2013 sur RTL9

### Épisode 67:Jalousie
- Allemagne : 26 novembre 2008 sur RTL
- France : 15 août 2013 sur RTL9

### Épisode 68:Trop de pression
- Allemagne : 27 novembre 2008 sur RTL
- France : 15 août 2013 sur RTL9

### Épisode 69:Un nouveau pompier?
- Allemagne : 28 novembre 2008 sur RTL
- France : 16 août 2013 sur RTL9

### Épisode 70:Grossesse et Cornichons
- Allemagne : 1er décembre 2008 sur RTL
- France : 16 août 2013 sur RTL9

### Épisode 71:Vertige de l’amour
- Allemagne : 2 décembre 2008 sur RTL
- France : 19 août 2013 sur RTL9

### Épisode 72:Retour d'Afrique
- Allemagne : 3 décembre 2008 sur RTL
- France : 19 août 2013 sur RTL9

### Épisode 73:Illusions perdues
- Allemagne : 4 décembre 2008 sur RTL
- France : 20 août 2013 sur RTL9

### Épisode 74:Conduite dangereuse
- Allemagne : 5 décembre 2008 sur RTL
- France : 20 août 2013 sur RTL9

### Épisode 75:Indiscrétions
- Allemagne : 8 décembre 2008 sur RTL
- France : 21 août 2013 sur RTL9

### Épisode 76:Révélations
- Allemagne : 9 décembre 2008 sur RTL
- France : 21 août 2013 sur RTL9

### Épisode 77:Dernière Chance
- Allemagne : 10 décembre 2008 sur RTL
- France : 22 août 2013 sur RTL9

### Épisode 78:Des débuts difficiles
- Allemagne : 11 décembre 2008 sur RTL
- France : 22 août 2013 sur RTL9

### Épisode 79:Retour au bercail
- Allemagne : 12 décembre 2008 sur RTL
- France : 23 août 2013 sur RTL9

### Épisode 80:Tous pour un
- Allemagne : 15 décembre 2008 sur RTL
- France : 23 août 2013 sur RTL9

### Épisode 81:Premier vol
- Allemagne : 16 décembre 2008 sur RTL
- France : 26 août 2013 sur RTL9

### Épisode 82:Sixième Sens
- Allemagne : 17 décembre 2008 sur RTL
- France : 26 août 2013 sur RTL9

### Épisode 83:Passagers clandestins
- Allemagne : 18 décembre 2008 sur RTL
- France : 27 août 2013 sur RTL9

### Épisode 84:Un nouveau chef
- Allemagne : 19 décembre 2008 sur RTL
- France : 27 août 2013 sur RTL9

### Épisode 85:Lien de subordination
- Allemagne : 20 décembre 2008 sur RTL
- France : 28 août 2013 sur RTL9

### Épisode 86:Garder espoir
- Allemagne : 22 décembre 2008 sur RTL
- France : 28 août 2013 sur RTL9

### Épisode 87:Le Testament de vie
- Allemagne : 29 décembre 2008 sur RTL
- France : 29 août 2013 sur RTL9

### Épisode 88:Le Choix
- Allemagne : 30 décembre 2008 sur RTL
- France : 29 août 2013 sur RTL9

### Épisode 89:Seconde chance
- Allemagne : 2 janvier 2009 sur RTL
- France : 30 août 2013 sur RTL9

### Épisode 90:Chantage
- Allemagne : 5 janvier 2009 sur RTL
- France : 30 août 2013 sur RTL9

### Épisode 91:Dernier Espoir
- Allemagne : 6 janvier 2009 sur RTL
- France : 2 septembre 2013 sur RTL9

### Épisode 92:Une chanson pour la vie
- Allemagne : 7 janvier 2009 sur RTL
- France : 2 septembre 2013 sur RTL9

### Épisode 93:Tant qu'il y a de la vie
- Allemagne : 8 janvier 2009 sur RTL
- France : 3 septembre 2013 sur RTL9

### Épisode 94:Le Tour d'hélicoptère
- Allemagne : 9 janvier 2009 sur RTL
- France : 3 septembre 2013 sur RTL9

### Épisode 95:La Jalousie de Mirko
- Allemagne : 12 janvier 2009 sur RTL
- France : 4 septembre 2013 sur RTL9

### Épisode 96:Journéeshopping
- Allemagne : 13 janvier 2009 sur RTL
- France : 4 septembre 2013 sur RTL9

### Épisode 97:L'Accident
- Allemagne : 14 janvier 2009 sur RTL
- France : 5 septembre 2013 sur RTL9

### Épisode 98:Congés à durée indéterminée
- Allemagne : 15 janvier 2009 sur RTL
- France : 5 septembre 2013 sur RTL9

### Épisode 99:Le Dilemme de Jenny
- Allemagne : 16 janvier 2009 sur RTL
- France : 6 septembre 2013 sur RTL9

### Épisode 100:Bender, justicier
- Allemagne : 20 janvier 2009 sur RTL
- France : 6 septembre 2013 sur RTL9

### Épisode 101:Base en danger
- Allemagne : 23 janvier 2009 sur RTL
- France : 9 septembre 2013 sur RTL9

### Épisode 102:La Confidence
- Allemagne : 26 janvier 2009 sur RTL
- France : 9 septembre 2013 sur RTL9

### Épisode 103:Apprenti espion
- Allemagne : 28 janvier 2009 sur RTL
- France : 10 septembre 2013 sur RTL9

### Épisode 104:La Promotion
- Allemagne : 29 janvier 2009 sur RTL
- France : 10 septembre 2013 sur RTL9

### Épisode 105:L'Accident d'hélicoptère
- Allemagne : 30 janvier 2009 sur RTL
- France : 11 septembre 2013 sur RTL9

### Épisode 106:Madame Sellmann
- Allemagne : 2 février 2009 sur RTL
- France : 11 septembre 2013 sur RTL9

### Épisode 107:Double Jeu
- Allemagne : 3 février 2009 sur RTL
- France : 12 septembre 2013 sur RTL9

### Épisode 108:Le Piège
- Allemagne : 4 février 2009 sur RTL
- France : 12 septembre 2013 sur RTL9

### Épisode 109:L'Arroseur arrosé
- Allemagne : 5 février 2009 sur RTL
- France : 13 septembre 2013 sur RTL9

### Épisode 110:Un bon jour
- Allemagne : 6 février 2009 sur RTL
- France : 13 septembre 2013 sur RTL9